# 安伸
安伸（1579年—？），字振屈，别號葵盟（葵明），山東濟南府淄川縣人，明朝政治人物。

## 生平
萬曆三十一年（1603）中举人，三十五年（1607年）丁未科進士，次年任武强县知县。县滨滹沱河，漲則為灾。伸筑堤以防，邑永賴之。三十八年调河间县，四十年丁忧。四十三年補陽城縣，四十六年考选，四十八年擢河南道御史，巡视京、通二仓，清其积弊。降河南布政司理问，再擢江西道御史，巡按山西，巡视皇城，釐奸剔弊。忌者以危辞撼，公不为沮也。崇祯初，升太仆寺少卿，掌河南道事。七月免官。所著有《柱史草》、《黉麓漫吟》，刊行于世。

## 家族
曾祖安文舉。祖父安盈。父安順禮，儒官。母劉氏。具庆下。兄安仕、安傳（贡士）。弟安伟、安僎。

## 引用
1. ↑  《万历三十五年丁未科进士履历便览》：安伸，葵盟，诗四房，己卯十一月十四日生，淄川人，癸卯乡三十九名，会一百四十五名，三甲一百三十六名，吏部政，戊申授北直武强知县，庚戌调河间县，壬子丁憂，乙卯補阳城县，戊午考選，庚申授河南道御史，辛酉管巡仓，癸亥降河南布政司理问，乙丑補江西道，山西巡按，丁卯加升太僕寺少卿，掌河南道印，己巳升太僕寺少卿，养病，为民。曾祖文举；祖盈；父順礼，儒官。
2. ↑  《阳城县志》：安伸字葵明，淄川进士。神宗时知县，甫下车，遇秋旱，伸乃斋沐为文，祷雨郡神曰：令有愆，宜谴令移之，岁民何辜，且无岁将无民，无民将无令也。未几而雨至，民乃有秋。继兴学宫，捐俸给士子，又捐除酒税，更役银若干，且烛奸如神，大豪望风而避，民思爱之，为立祠。擢御史。
3. ↑  《崇禎長編》：崇禎元年三月升太仆寺少卿添註。